# Barbara Schlick
Répertoire
Musique baroque
Barbara Schlick, née le 21 juillet 1943 à Wurtzbourg, est une soprano allemande spécialisée dans le répertoire baroque.

## Biographie
Barbara Schlick étudie le chant à l'École supérieure de musique de Wurtzbourg (de), puis dans la classe de Hilde Wesselmann à Essen. Dès ses débuts, elle s'intéresse tout particulièrement à l'oratorio et au lied.
En 1966, elle est soliste avec l'ensemble baroque du trompettiste Adolf Scherbaum et acquiert au fil des ans une solide réputation comme interprète de la musique baroque et classique. En 1971, elle entreprend une tournée en Russie, suivi en 1972 d'une tournée aux États-Unis. En 1975-1976, elle se rend en Israël et, de nouveau, en Amérique. En 1980, elle participe à une production de l'opéra Orfeo ed Euridice de Joseph Haydn au Stadttheater Bern.
Pendant les années 1980, elle travaille et enregistre beaucoup en France, notamment avec les ensembles de musique baroque dirigés par Philippe Herreweghe, La Chapelle royale et Collegium Vocale de Gand, interprétant surtout Bach, mais aussi en Allemagne avec la Rheinische Kantorei et Das Kleine Konzert sous la direction de Hermann Max, avec qui elle interprète principalement des œuvres des cousins et fils de Jean-Sébastien Bach, dont Johann Christoph Friedrich Bach, Carl Philipp Emanuel Bach, et de nombreuses compositions de Georg Philipp Telemann. Fort sollicitée, elle chante aussi pendant cette période avec des ensembles dirigés par Frans Brüggen, William Christie, Michel Corboz, Reinhard Goebel, René Jacobs et Sigiswald Kuijken. Elle a enregistré de nombreux disques, dont certains avec Ton Koopman et le Amsterdam Baroque Orchestra, lors du projet de l'intégrale des cantates de Johann Sebastian Bach.
Elle apparaît au programme de toutes les manifestations importantes vouées à la musique baroque aussi bien à Londres qu'à Amsterdam où elle a par ailleurs chanté le Requiem de Mozart. Elle a aussi été soliste au Festival de Bordeaux, de même qu'à Paris, Bruges, Berlin et Munich. En 1988, elle chante au Festival de musique ancienne de York (en), et en 1989 et 1994, au Festival international Handel de Göttingen (de).
Barbara Schlick a en outre enseigné pendant onze ans au Hochschule für Musik de Wurtzbourg. Depuis 1997, elle est professeur de chant au Hochschule für Musik und Tanz Köln à Wuppertal et a travaillé jusqu'en 2002 en tant que conférencière invitée au Conservatorium Maastricht.
Elle a été juge au Festival de musique ancienne de Bruges en 1990, 1996, 1999, 2002, 2006 et 2008.

## Discographie sélective

### Sous la direction de Philippe Herreweghe
- 1985 : Matthäus Passion BWV 244 de Jean-Sébastien Bach (Chapelle Royale, Collegium Vocale)
- 1988 : Johannes Passion BWV 245 de Jean-Sébastien Bach (Collegium Vocale, Orchestre de la Chapelle Royale)
- 1989 : Weihnachts Oratorium BWV 248 de Jean-Sébastien Bach (Collegium Vocale)
- 1990 : Magnificat BWV 243 de Jean-Sébastien Bach (Chapelle Royale, Collegium Vocale)
- 1990 : Cantates Ich Hatte viel Bekümmernis BWV 21 et Am Abend aber desselbigen Sabbats BWV 42 de Jean-Sébastien Bach (Chapelle Royale, Collegium Vocale)
- 1992 : Cantates BWV 131, 73 et 105 de Jean-Sébastien Bach (Collegium Vocale)

### Avec l'Amsterdam Baroque Orchestradir.Ton Koopman
- 1991 : Oratorio La Resurrezione de Haendel
- 1992 : Motets à double Chœur H.403, H.404, H.135, H.136, H.137, H.392, H.410, H.167 de Marc-Antoine Charpentier.
- 1995 : Kronungsmesse de Mozart
- 2008 : Actus Tragicus de  Jean-Sébastien Bach

### Avec laRheinische Kantoreiet Das Kleine Konzert dir. Hermann Max
- 1981 : Cantate Mache dich auf, werde licht de Johann Ludwig Bach
- 1988 : Die Auferstehung und Himmelfahrt Jesu de Carl Philipp Emanuel Bach
- 1988 : Cantates Klopstocks Morgengesang am Schöpfungsfeste, Auf, schicke dich recht feierlich Anbetung dem Erbarmer et Heilig de Carl Pilipp Emanuel Bach
- 1988 : Cantates Zur Einführung des H.P.Gasie, Wer ist so würdig als du et Der Herr lebt de Carl Philipp Emanuel Bach
- 1988 : Geistliche Kantaten de Carl Pilipp Emanuel Bach, Johann Christoph Altnickol, Georg Benda
- 1989 : Oratorio Die Kindheit Jesu de Johann Christoph Friedrich Bach
- 1990 : Cantates Pygmalion, Die Amerikanerin et Ino de Johann Christoph Friedrich Bach
- 1990 : Passionsoratorium de Johann Ernst Bach
- 1990 : Missa brevis et motet Deus judicium tuum de Georg Philipp Telemann
- 1991 : Cantates Die Tageszeiten et Daran ist erschienen die Liebe Gottes de Georg Philipp Telemann
- 1993 : Cantates Lasset uns ablegen die Werke der Finsternis et Es ist eine Stimme eines Predigers in der Wüste de Wilhelm Friedemann Bach
- 1994 : Cantates Dies ist der Tag et Erzittert und fallet de Wilhelm Friedemann Bach
- 1995 : Cantates Der Herr ist König et Die Donnerode de Georg Philipp Telemann
- 1999 : Kantate Es begab sich, daß Jesus in eine Stadt mit Namen Nain ging de Christoph Graupner
- 2002 : Serenata eroica de Georg Philipp Telemann
- 2011 : Cantatas de Carl Pilipp Emanuel Bach (Wq239, Wq249, Wq243, Wq217, Wq250, Wq222, Wq251)

### Divers
- 1991 : Giulio Cesare de Georg Friedrich Haendel, rôle de Cleopatra (Concerto Köln, dir. René Jacobs), Harmonia Mundi
- 1993 : Piramo e Tisbe de Johann Adolph Hasse, avec La Stagione Frankfurt
- 2000 : Matthäus Passion de Georg Philipp Telemann (Barock Orchester La Stravaganza Köln, Ulrich Stötzel)
- 2006 : Cantates 160, 170 & 177 (Linde Consort)
- 2010 : Die letzten Leiden des Erlösers de Carl Philipp Emanuel Bach (La Petite Bande, Collegium Vocale Gent, dir. Sigiswald Kuijken)